# Cercophora areolata
Cercophora areolata är en svampart som tillhör divisionen sporsäcksvampar, och som beskrevs av Nils G. Lundqvist. Cercophora areolata ingår i släktet Cercophora, och familjen Lasiosphaeriaceae. Arten är reproducerande i Sverige.